# Vestec (Nymburki járás)
Vestec település Csehországban, a Nymburki járásban. Vestec Nový Dvůr, Chleby, Křinec, Budiměřice, Činěves és Netřebice településekkel határos. Lakosainak száma 338 fő (2024. január 1.).

## Népesség
A település lakosságának változását az alábbi diagram mutatja:
| Lakosok száma | 440  | 601  | 552  | 396  | 343  | 310  | 307  | 322  | 317  | 338  |
|               | 1869 | 1890 | 1921 | 1950 | 1980 | 2001 | 2017 | 2019 | 2022 | 2024 |